# Dicranales
A Dicranales egy lombosmoha rend.

## Jellemzőjük
Ebbe a rendbe nagyon sok változatos megjelenésű faj tartozik. A protonema lehet tartós vagy rövid életű is. A kifejlett növények mérete változatos, néhány milliméteres fajoktól kezdve vannak több tíz centiméteres mohák is ebben a rendben. Egyik fő jellemzőjük a fajoknak, hogy a leveleik általában hosszúkás, keskeny lándzsa alakúak, a szélességüknél ötször hosszabbak. A levélcsúcs gyakran hegyes, ár alakú. A levéllemez sejtek hosszúkás téglalap vagy négyzet alakúak, csak néhány esetben, papillázottak (sejtfal kitüremkedés). A levelek mindig egy erős érrel rendelkeznek.
A sporophyta megjelenése viszonylag egységes. A seta felálló. A spóratok félgömb alakú vagy hengeres. A legtöbb faj egy ún. "dicranoides" peristomiummal rendelkezik (spóratok nyílásánál lévő fogacskák):16 darab mélyen szeldelt, lándzsa alakú fogaik vannak. A fogak alján barázdák vannak, a felső oldalukon papillázottak.

## Elterjedés
A rend fajai az egész világon elterjedtek, kozmopoliták. A legtöbb faj talajon él, ún. epigeikus fajok. De sok az ún. epifita, fánlakó, fákon élő faj is a csoportban.

## Rendszertan, evolúció
Sok Dicranales rendbe tartozó moha előkerült különböző korú kőzetekből. Már a Perm korszakból is ismertek Dicranales rendbe tartozó mohafajok, melyek jól felismerhetőek jellegzetes levélér felépítésükről, nagyon hasonlítottak a mai Campylopus fajokra. A felső-Kréta korból is találtak Campylopodium nemzetségbe tartozó fossziliákat és a Harmadidőszak-ban Campylopus és Campylopodiella leletek is előkerültek.
Rendszertanilag sok változás történt a Dicranales taxonba tartozó fajok besorolásával, jelenleg 20 család, kb. 2100 fajjal tartozik ehhez a rendhez:
- Amphidiaceae
- Aongstroemiaceae
- Bruchiaceae
- Bryowijkiaceae
- Calymperaceae
- Dicranaceae*
- Dicranellaceae*
- Ditrichaceae*
- Erpodiaceae
- Eustichiaceae
- Fissidentaceae*
- Hypodontiaceae
- Leucobryaceae
- Micromitriaceae
- Octoblepharaceae
- Rhabdoweisiaceae*
- Rhachitheciaceae
- Schistostegaceae
- Serpotortellaceae
- Viridivelleraceae

Magyarországon a csillaggal jelölt családok tagjai fordulnak elő.

## Fordítás
Ez a szócikk részben vagy egészben  a   Dicranales című német Wikipédia-szócikk ezen változatának fordításán alapul.  Az eredeti cikk szerkesztőit annak laptörténete sorolja fel. Ez a jelzés csupán a megfogalmazás eredetét és a szerzői jogokat jelzi, nem szolgál a cikkben szereplő információk forrásmegjelöléseként.